# Stan Valckx
Stanislaus Henricus Christina "Stan" Valckx (ur. 20 października 1963 roku w Arcen) – holenderski piłkarz grający na pozycji stopera. Z reprezentacją Holandii, w której barwach rozegrał 20 meczów, dotarł do ćwierćfinału mistrzostw świata 1994. Był zawodnikiem m.in. Sportingu i łącznie przez dziewięć lat PSV Eindhoven. Z tym ostatnim pięciokrotnie zdobywał mistrzostwo i trzykrotnie Puchar kraju. 23 sierpnia 2010 roku objął stanowisko dyrektora sportowego w Wiśle Kraków, które zajmował do czerwca 2012 roku.

## Sukcesy piłkarskie
- mistrzostwo Holandii 1989, 1991, 1992, 1997 i 2000, Puchar Holandii 1989, 1990 i 1996 oraz Superpuchar Holandii 1992, 1996, 1997, 1998 i 2000 z PSV
- Puchar Portugalii 1995 i Superpuchar Portugalii 1995 ze Sportingiem
- awans do Eredivisie w sezonie 1984-85 z VVV

W barwach PSV Eindhoven rozegrał 221 meczów i strzelił 10 goli.
W reprezentacji Holandii od 1990 do 1996 roku rozegrał 20 meczów, dotarł z nią do ćwierćfinału Mistrzostwa Świata 1994.